# North American F-86

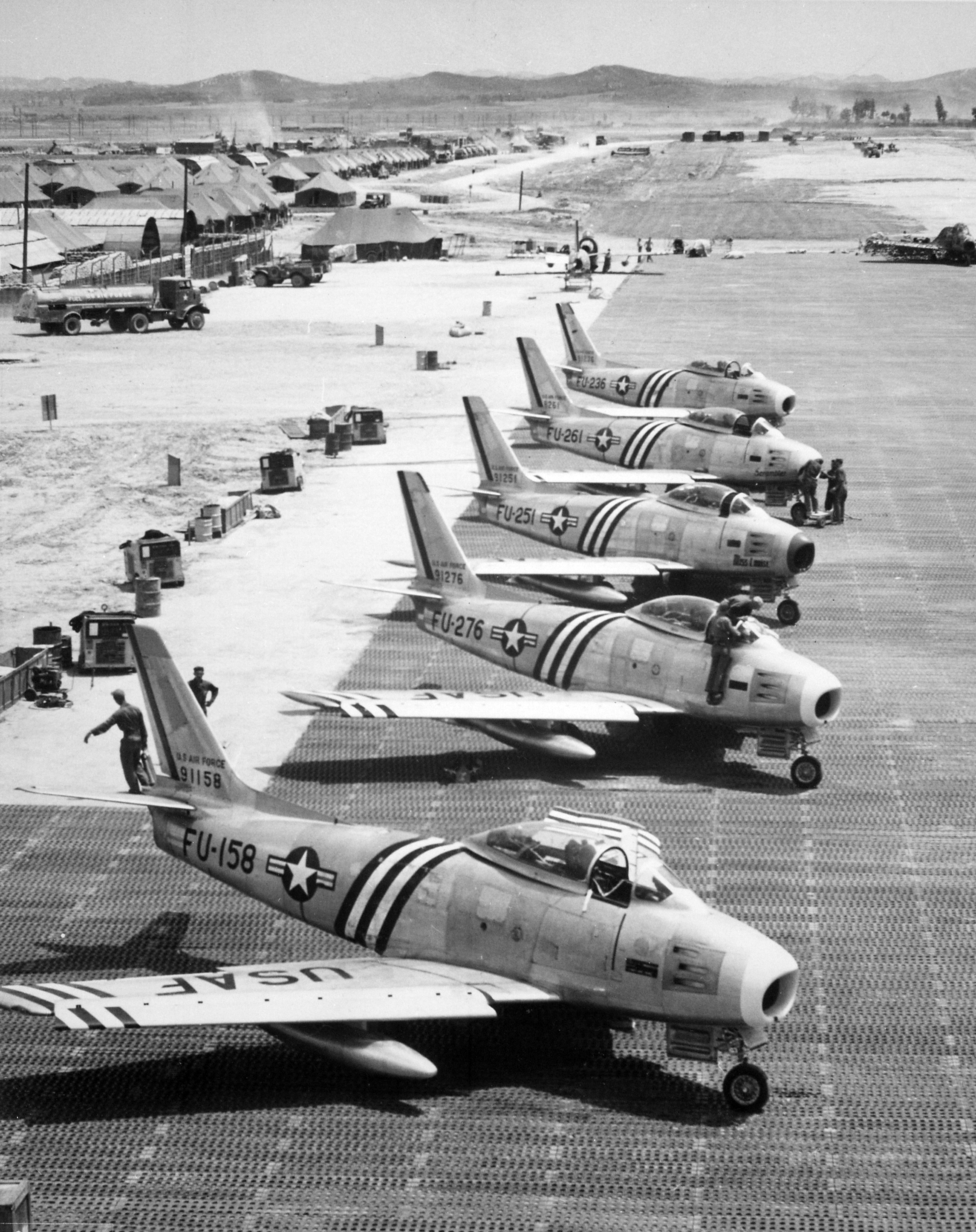
F-86A des 4th FIW in Korea im Juni 1951

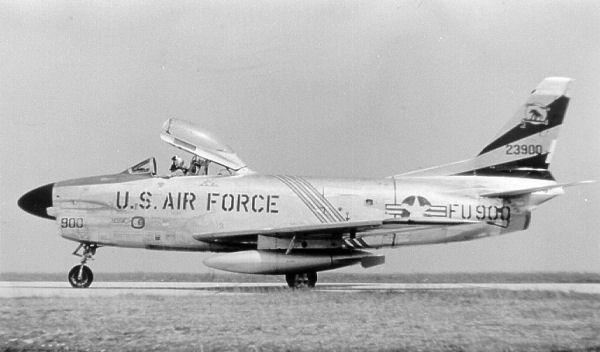
F-86D der 440th FIS in Erding 1956

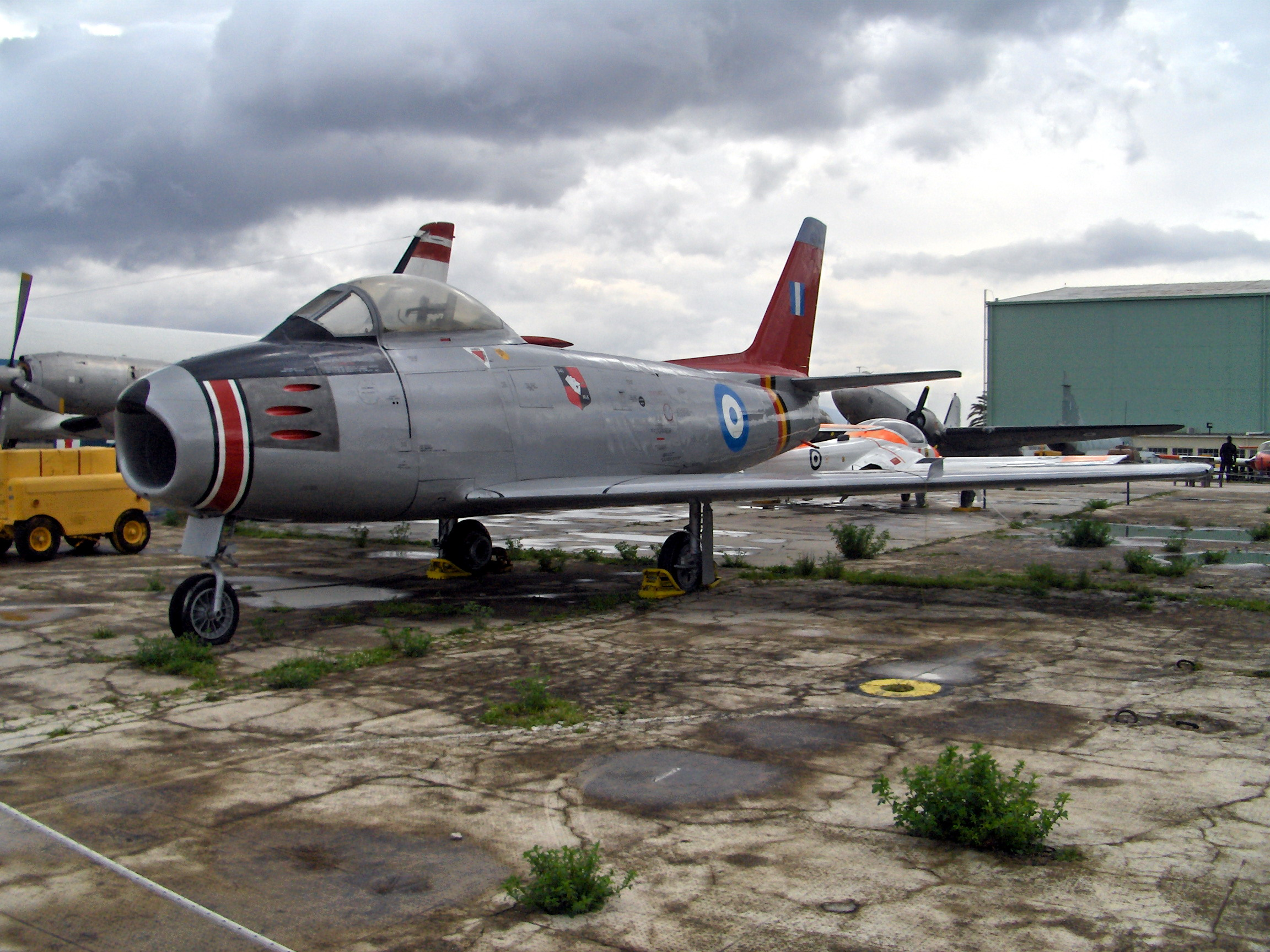
F-86E im Museum der Griechischen Luftstreitkräfte

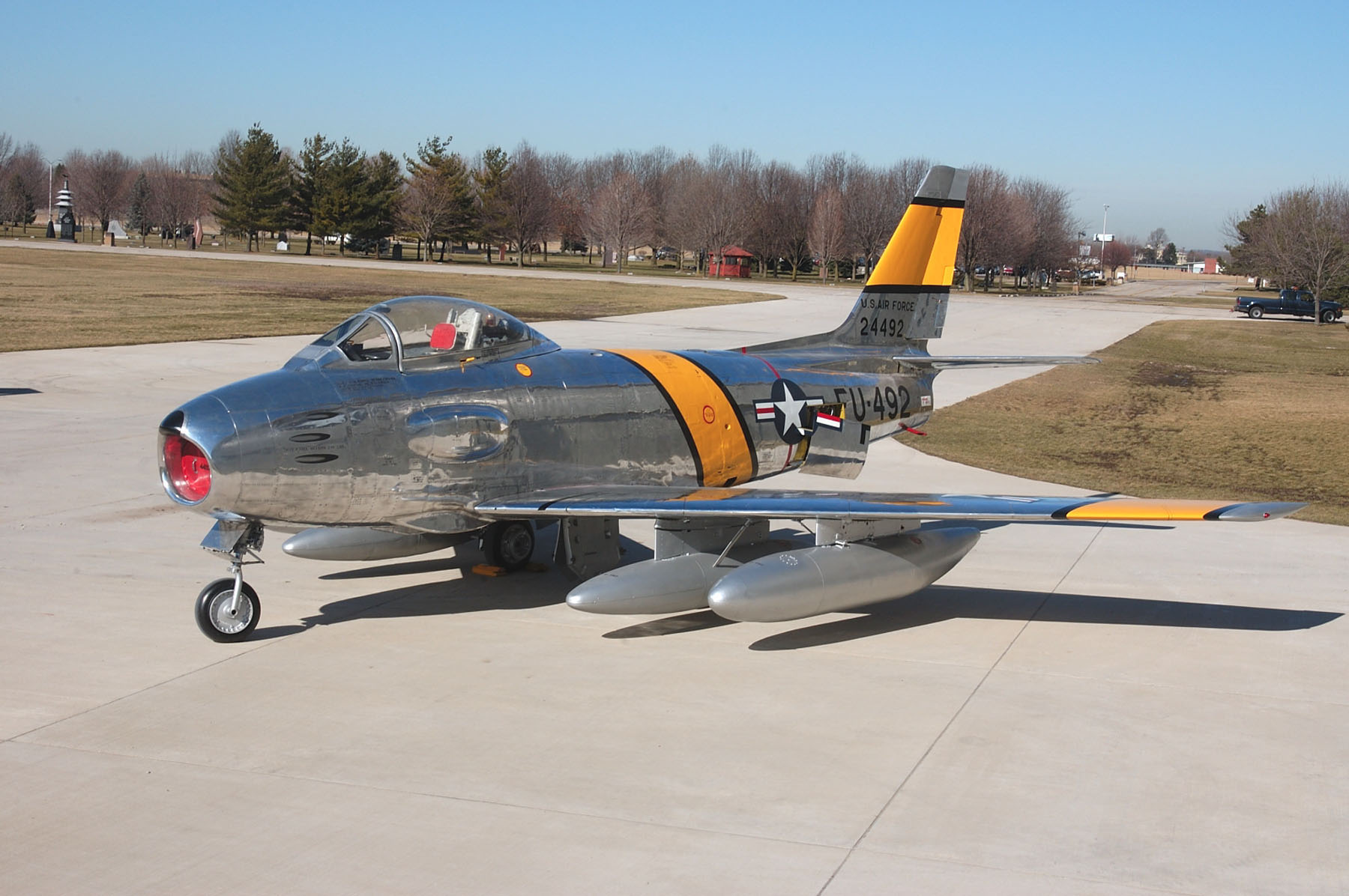
RF-86F des USAF-Museums

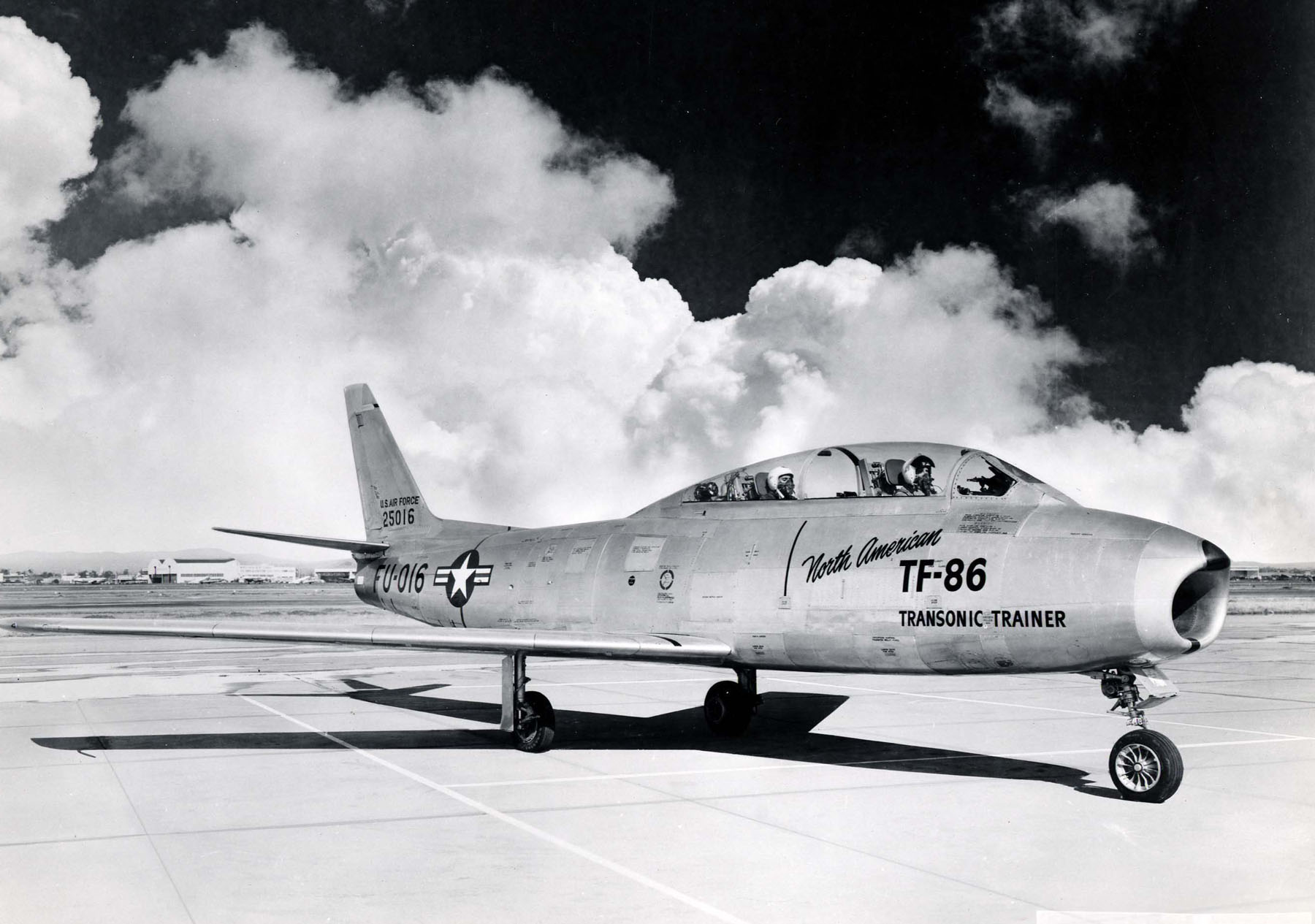
Zweisitzige TF-86F

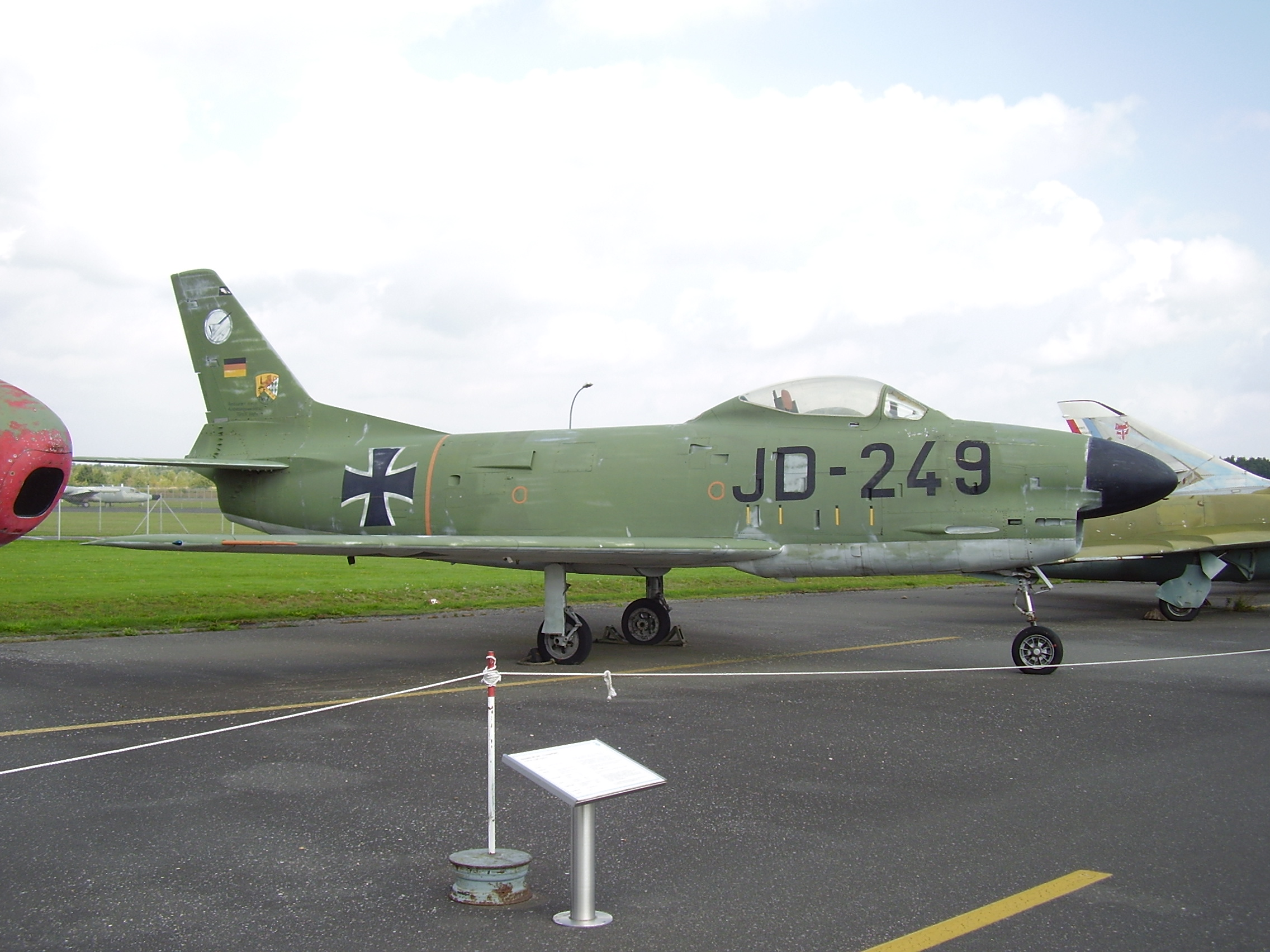
F-86K des JG 74 im Luftwaffenmuseum in Berlin-Gatow

Die North American F-86 Sabre war ein einstrahliges Jagdflugzeug des US-amerikanischen Herstellers North American Aviation. Der Tiefdecker der Ersten Generation war in der Anfangszeit des Kalten Krieges im Einsatz.

## Geschichte

### Entwicklung
Schon 1944 wurden zwei Prototypen der NA-134 in Auftrag gegeben, die als Vorläufer der NA-140 gelten kann. Am 18. Mai 1945 bestellte die USAAF drei Muster der NA-140 unter der Bezeichnung XP-86. Im August 1945 wurde nach der Auswertung deutscher Entwicklungsunterlagen beschlossen, die Konstruktion radikal zu ändern und mit Pfeilflügeln auszustatten. Man orientierte sich vor allem an den Windkanalversuchen, die mit dem 35° gepfeilten Flügel des Me-262-HG-II-Projekts noch bei Messerschmitt durchgeführt worden waren. Auch bei den eingesetzten automatischen Vorflügeln zur Behebung des Tip-Stall-Problems (Überziehen der Flügelspitzen) war die Me 262 Vorbild. Man verwendete hierbei jedoch eine vierteilige Variante, während die Me 262 einen nur zweiteiligen Vorflügel einsetzte. Während die ersten Entwürfe der NA-140 noch ein NACA-Laminarprofil vorsahen, wählte man später das symmetrische Hochgeschwindigkeitsprofil der Me 262 HG II. Dieses hatte an der Wurzel ein Dickenverhältnis von 9,8 Prozent (Profil 0009,8) und an der Flügelspitze von 9 Prozent. Nach Erfahrungen in Korea wurde das Profil nochmals überarbeitet und zu NACA 0009-64 und NACA 0008.1-64 abgeändert. Der Prototyp flog am 1. Oktober 1947. Im Bahnneigungsflug durchbrach das Muster am 25. April 1948 die Schallmauer. Im selben Jahr wurde aufgrund einer Änderung des US-Bezeichnungssystems aus der P-86 die F-86. In Dienst gestellt wurde die F-86 im Jahr 1949. Eine Version mit ungepfeilten Tragflächen wurde für die United States Navy als FJ-1 Fury entwickelt.
Die North American F-86E (zuständiger Chefingenieur Fred Prill) war der einzige Jäger der westlichen Welt, der es im Koreakrieg mit der sowjetischen MiG-15 aufnehmen konnte – die Leistungsdaten waren zwar etwas schlechter, dafür waren die Flugeigenschaften besser. Im Koreakrieg wurde die F-86 als Luftüberlegenheitsjäger eingesetzt, um die als Jäger veralteten Typen wie die Lockheed F-80, die Republic F-84 und die Gloster Meteor, die als Jagdbomber über dem Gefechtsfeld eingesetzt wurden, vor MiG-Angriffen zu schützen. Dagegen erhielten die nordkoreanisch-chinesischen Truppen keinerlei Luftunterstützung, da sie zu diesem Zeitpunkt nicht mehr über dafür geeignete Flugzeuge verfügten. Am 17. Dezember 1950 schoss der US-Pilot Bruce H. Hinton mit seiner F-86 erstmals eine nordkoreanische MiG-15 ab. Die erfolgreichsten US-Kampfpiloten mit einer F-86 waren James Jabara mit 15 und George A. Davis Jr. mit 11 MiG-Abschüssen im Kriegsjahr 1951.
In der Folge des Koreakrieges wurde die F-86 zum Standardjäger der NATO. Obwohl der Typ ursprünglich als Tagjäger konzipiert worden war, entwickelte North American auf der Basis der F-86 auch einen mit Radar ausgerüsteten Allwetterjäger. Übergangsweise flog auch die britische Royal Air Force Sabre der kanadischen Produktionslinie. Die erste britische Sabre-Staffel war ab Mai 1953 die No. 67 Squadron. Im Bereich der RAF Germany flogen Mitte der 1950er-Jahre zehn Sabre-Staffeln. Auch die Bundesluftwaffe verwendete die F-86 als Tagjäger, Jagdbomber und Allwetterjäger.
Mit der F-86 konnten am 15. September 1948 (F-86A, 1079,841 km/h), 19. November 1952 (F-86 D, 1124,137 km/h) und am 16. Juli 1953 (F-86 D, 1151,883 km/h) jeweils die absoluten Geschwindigkeitsweltrekorde errungen werden. Über 100 Exemplare der Maschine sind in über zwei Dutzend Ländern erhalten und teilweise noch flugfähig.

### Sabre in Deutschland
Die F-86 wurde von der deutschen Luftwaffe sowie diversen NATO-Luftwaffen wie der USAFE in der Bundesrepublik eingesetzt. Die Luftwaffe verfügte über Sabre Mk. 5 und Mk. 6 des kanadischen Produzenten Canadair, die als Tagjäger eingesetzt wurden, sowie über F-86K, die als Allwetterjäger dienten. Äußerlich unterschieden sich diese Flugzeuge vor allem dadurch, dass die K-Version – wie auch die Version F-86D, aus der sie entwickelt worden war – mit dem AN/APG-36-Radar ausgerüstet war, das sich über dem Lufteinlass befand. Außerdem erhielten die von North American gebauten und von Fiat in Turin wieder zusammengesetzten Flugzeuge eine neue, „F-40-Flügel“ genannte, Tragfläche. Die für die D- und L-Version vorgesehene Raketenbewaffnung aus 24 „Mighty Mouse“-FFAR-Raketen wurde allerdings durch vier M-24-A1-Kanonen vom Kaliber 20 mm ersetzt.
Die im Rahmen des Mutual-Defense-Aid-Program für Deutschland vorgesehenen 88 Maschinen wurden 1955 und 1956 gefertigt, in Einzelteilen nach Italien verschifft, nach erfolgtem Zusammenbau zwischen 1957 und 1958 nach Oberpfaffenhofen geflogen und dort zunächst eingelagert. Erst 1959 wurden diese Flugzeuge wieder aktiviert und zwischen August 1959 und August 1960 erhielt die 3. Staffel der Waffenschule der Luftwaffe 10 die Maschinen und stattete sie in Oldenburg mit Bewaffnung aus. Schon im September 1960 verlegte das Jagdgeschwader 75 als erstes Allwettergeschwader mit allen F-86K der WaSLw nach Leipheim, wobei zu dieser Zeit schon Neuburg an der Donau als endgültiger Standort feststand. Nach dem Abschluss der Bauarbeiten dort im Frühjahr 1961 verlegte das Geschwader dann auch dorthin, und im Mai 1961 wurde aus dem Jagdgeschwader 75 das Jagdgeschwader 74.
Nach der stürmischen Anfangszeit, die von den vielen Verlegungen und auch Umstrukturierungen innerhalb des Verbandes geprägt war, konnten am 8. April 1963 die 10.000. Flugstunde und zwei Jahre später die 20.000. Flugstunde gefeiert werden. Zu dieser Zeit waren die ersten Verbände der Luftwaffe schon mit dem Starfighter ausgerüstet, der nach und nach in allen Verbänden zum Einsatz kommen sollte; am 12. Mai 1964 landete so auch der erste für das JG 74 bestimmte Starfighter in Neuburg. Während der Umrüstung des Geschwaders wurden die Sabre Dogs in einer dritten Staffel zusammengezogen, um weiter den NATO-Auftrag wahrnehmen zu können. Am 5. Januar 1966 wurde der letzte Flug einer F-86K des JG 74 durchgeführt. Während des Betriebes gingen dabei sechs Maschinen verloren, die verbliebenen Flugzeuge wurden nach Oberpfaffenhofen geflogen und 59 von ihnen nach Venezuela verkauft, wo sie noch einige Jahre geflogen wurden.

#### Stationierungsorte in Deutschland
- Deutsche Luftwaffe
  - Fliegerhorst Ahlhorn, Februar 1959 bis April 1963 und kurze Zeit ab Oktober 1963, Sabre Mk. 6 im Jagdgeschwader 71
  - Fliegerhorst Leipheim, Oktober 1960 bis April 1961, F-86K im Jagdgeschwader 75
  - Fliegerhorst Leck, November 1959 bis Oktober 1964, Sabre Mk. 6 im Jagdgeschwader 72
  - Fliegerhorst Neuburg, Mai 1961 bis Dezember 1965, F-86K im Jagdgeschwader 74
  - Fliegerhorst Nörvenich, April bis September 1957, Sabre Mk. 5, Waffenschule 10
  - Fliegerhorst Oldenburg, Juli 1959 bis Ende 1962, Sabre Mk. 5,Waffenschule 10, und Oktober 1964 bis Dezember 1966 im Jagdbombergeschwader 43
  - Fliegerhorst Pferdsfeld, Januar 1960 bis April 1967, Sabre Mk. 6 im Jagdgeschwader 73, das JG73 lag zuvor wenige Wochen in Oldenburg
  - Fliegerhorst Wittmundhafen, April 1963 bis Oktober 1963, Sabre Mk. 6 im Jagdgeschwader 71
- Royal Air Force, 2nd Tactical Air Force
  - RAF Brüggen, August 1953 bis April 1956, Sabre F.4 (67th, 112th und 130th Squadron)
  - RAF Geilenkirchen, Januar 1954 bis Juni 1956, Sabre F.4 (3rd und 234th Squadron)
  - RAF Jever, Juli 1953 bis Januar 1956, Sabre F.4 (4th und 93rd Squadron)
  - RAF Oldenburg, Oktober 1953 bis November 1955, Sabre F.4 (20th, 26th und 234th Squadron)
  - RAF Wildenrath, März 1953 bis Juli 1955, Sabre F.4 (Sabre Conversion , 3rd und 67th Squadron)
- Royal Canadian Air Force, 1 Canadian Air Division
  - RCAF Baden-Söllingen, September 1953 bis April 1963, Sabre Mk.4/5/6 (3rd Wing mit der 414th, 422nd und 444th Squadron)
  - RCAF Zweibrücken, April 1953 bis Juni 1962, Sabre Mk.2/4/5/6 (3rd Wing mit der 413th, 427th und 434th Squadron)
- United States Air Forces in Europe
  - Bitburg AB, März 1955 bis 1956, F-86F (36th Day Fighter Wing)
  - Hahn AB, August 1953 bis Dezember 1959, F-86F/D (81st Fighter Bomber Squadron, 496th Fighter Interceptor Squadron)
  - Ramstein AB, Frühsommer 1953 bis März 1958, F-86F/D (86th Fighter Bomber Wing/Fighter Interceptor Group)
  - Fliegerhorst Erding, Februar 1956 bis Dezember 1959, F-86D (440th Fighter Interceptor Squadron)

#### Verluste der Bundesluftwaffe
Die Bundeswehr musste den Verlust von sechs F-86K beklagen, die zerstört oder so stark beschädigt wurden, dass sie abgeschrieben werden mussten.
- 7. Dezember 1960, FU-145, 56-4145: beim Einfliegen in Oberpfaffenhofen abgestürzt, später Ersatzteilspender.
- 3. Mai 1962, JD-103, 56-4133 und JD-109, 56-4119: im Landeanflug auf Neuburg kollidiert, beide Piloten wurden getötet.
- 30. Oktober 1963, JD-101, 56-4130: in Straß bei Neuburg abgestürzt, Pilot rettete sich mit dem Schleudersitz, Trümmer töteten am Boden vier Personen und verletzten elf weitere.[13]
- 24. November 1964, JD-316, 56-4157: Triebwerk in der Luft explodiert, Pilot rettete sich mit dem Schleudersitz, Maschine stürzte südlich von Mögglingen auf unbebautes Gebiet.[14]
- 25. Juli 1965, FU-928, 55-4928: beim Testflug schwer beschädigt und abgeschrieben worden, erst Ersatzteilspender, später Gate Guard in Neuburg.

Zudem verunglückten auch mehrere Sabre Mk. 5 und Mk. 6:
- 9. August 1961: Kollision einer aus Oldenburg und einer aus Ahlhorn gestarteten F-86, Absturz beider Maschinen, ein Pilot wurde getötet.[15]
- 7. April 1964, JC-118, F-86 Mk.VI, der Pilot vom Flugplatz Pferdsfeld kam ums Leben, als das Flugzeug im Binger Wald abstürzte.[16]

#### Verluste der USAF
Die US Air Force verlor zwischen 1949 und 1960 insgesamt 1360 F-86 und 8 RF-86 durch Unfall. Dazu kamen 184 Einsatzverluste in Korea, wovon 110 durch Feindeinwirkung (zum größten Teil durch Jagdflugzeuge) verloren gingen.

## Varianten

### North American F-86
XF-86Prototyp (NA-140) mit General-Electric-J35-Triebwerk, zwei gebaut
XF-86AErster Prototyp mit General-Electric-J47-Triebwerk
F-86AErstes Serienmodell. Ursprünglich war das Flugzeug mit einem Strahltriebwerk General Electric J47-GE1 mit einem Schub von 2200 kp ausgerüstet. Spätere Exemplare erhielten J-47-GE-3, -7, -9 oder -13-Strahltriebwerke mit 2359 kp Schub, 554 gebaut.
DF-86AUmbau einiger F-86A zu Drohnenkontrollflugzeugen.
RF-86AAusrüstung von elf F-86A mit drei Kameras als Aufklärungsflugzeuge
F-86BVersion mit breiterem Rumpf und größeren Reifen. Ein Auftrag über 188 Maschinen wurde storniert.
F-86CUrsprüngliche Bezeichnung der YF-93A (NA-157) mit Lufteinläufen an den Rumpfseiten, zwei gebaut, Erstflug am 25. Januar 1950
YF-86DUrsprünglich als YF-95A bezeichnet. Aus politischen Gründen erfolgte am 25. Juli 1950 die Umbenennung in YF-86D. Zwei Prototypen eines Allwetter-Jägers mit AN/APG-37-Radar in der Flugzeugnase, längerem und breiterem Rumpf und J47-GE-17-Triebwerk mit Nachbrenner. Die Bewaffnung bestand aus 24 ungelenkten Raketen des Typs „Mighty Mouse“. Diese Weiterentwicklung hatte nur 25 Prozent gemeinsame Bauteile mit anderen F-86-Versionen. Den Erstflug führte Testpilot George Welch am 22. Dezember 1949 durch.
F-86DSerienversion der YF-86D, 2504 Exemplare wurden gebaut. Die beiden letzten der oben genannten Geschwindigkeitsrekorde wurden mit dieser Version erflogen.
F-86EF-86A mit Pendelrudern ausgerüstet. Es wurden 456 Maschinen gebaut, davon 60 F-86E für die USAF bei Canadair in Montreal
F-86E(M)Bezeichnung für ehemalige F-86 der Royal Air Force, die an andere NATO-Staaten abgegeben wurden.
QF-86Ezu Zieldarstellungsdrohnen umgebaute Canadair Sabre Mk. 5
F-86FF-86E mit verbesserten Tragflächen, 1959 wurden gebaut. In Japan wurden von mehreren Herstellern unter der Leitung von Mitsubishi 300 F-86F gebaut. Die Untervariante F-86F-35 konnte eine 1200 lb schwere taktische Nuklear-Freifallbombe Mk. 12 am linken inneren Außenlastträger tragen. Von der F-86F-35 wurden 264 Exemplare hergestellt, die von der USAF ab Januar 1954 fast ausschließlich in Europa eingesetzt wurden. Für die spezielle Technik des Abwurfs der Atomwaffe im Hochziehen nach einem vorhergehenden Tiefflug, wurde der LABS-Rechner (Low Altitude Bombing System) eingesetzt.
RF-86FUmbau einiger F-86F zu Aufklärungsflugzeugen sowie von 18 Mitsubishi F-86F
TF-86FZwei Exemplare der F-86F wurden zur TF-86  umgebaut. Als Schulflugzeug mit Doppelsteuerung erhielten sie ein zusätzliches Cockpit.
F-86GF-86D mit stärkerem Triebwerk, Bezeichnung wurde nicht benutzt.
YF-86HPrototyp eines Jagdbombers mit verbreitertem Rumpf und General-Electric-J73-Triebwerk. Das Heckleitwerk wurde vergrößert und das Fahrwerk verstärkt.
F-86HSerienversion der YF-86H, die von Beginn an wie die F-86F-35 mit dem „Low Altitude Bombing System“ (LABS), das den Abwurf einer Mk.-12-Nuklearwaffe erlaubte, ausgerüstet war. Ab der 116. Maschine Bewaffnung mit vier 20-mm-Kanonen. Die erste Serienmaschine wurde im Herbst 1954 an das 312th Fighter Bomber Wing in Clovis AFB in New Mexico geliefert. Bereits im Juni 1958 hatte die USAF sämtliche F-86H an die Air National Guard abgegeben. Es wurden 477 Stück gebaut.
QF-86HUmbau von 29 F-86H zu Zieldrohnen für die US Navy
F-86JF-86A-5-NA (49-1069) mit Orenda-Triebwerk
YF-86KUmbau von zwei F-86D als vereinfachte Exportversion mit einer Bewaffnung von vier 20-mm-Kanonen und zwei AIM-9B-Sidewinder-Luft-Luft-Raketen
F-86KSerienversion der YF-86K, 120 gebaut. Bei Fiat wurden 221 weitere F-86K gebaut, die aus von North American gelieferten Komponenten bestanden. Die Luftwaffe bestellte in den Jahren 1957 und 1958 insgesamt 88 Exemplare, die dem Jagdgeschwader 75 bzw. 74 zugeteilt wurden.
F-86LUmbau von 827 F-86D mit vergrößerter Flügelspannweite und neuer Avionik

### North American FJFury

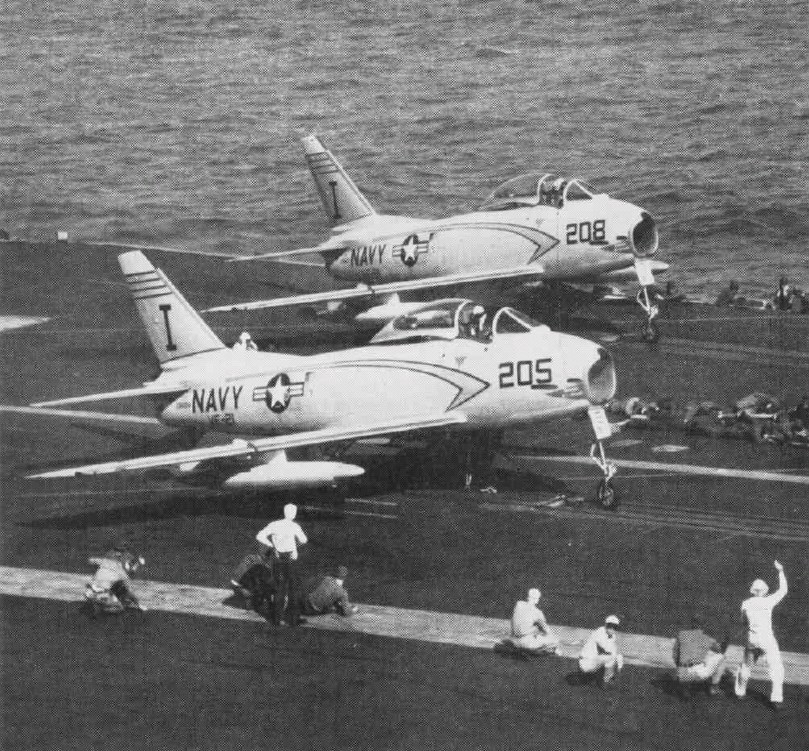
FJ-3 auf der Forrestal 1956

FJ-2Version der F-86E für die United States Navy, 200 gebaut
FJ-3FJ-2 mit verstärktem Fahrwerk und Wright-J65-Triebwerk, 538 gebaut
FJ-4Jagdbomber ähnlich der F-86H, 374 gebaut

### Canadair Sabre
1949 benötigte Kanada einen neuen Jäger zur Ergänzung seiner wachsenden Luftwaffe. Die F-86 Sabre war eine gute Option, doch die kanadische Regierung wollte kein weiteres amerikanisches Flugzeug im Einsatz haben. Als Kompromiss erhielt Kanada eine Lizenz zum Bau eigener Sabres, und so entstand die Canadair Sabre. Anfangs waren sie im Wesentlichen identisch mit der US-amerikanischen F-86A. Im Zuge der Entwicklung und Produktion wurden die Canadair Sabres immer unterschiedlicher und erhielten sogar einen eigenen Motor, das Avro Orenda-Triebwerk.

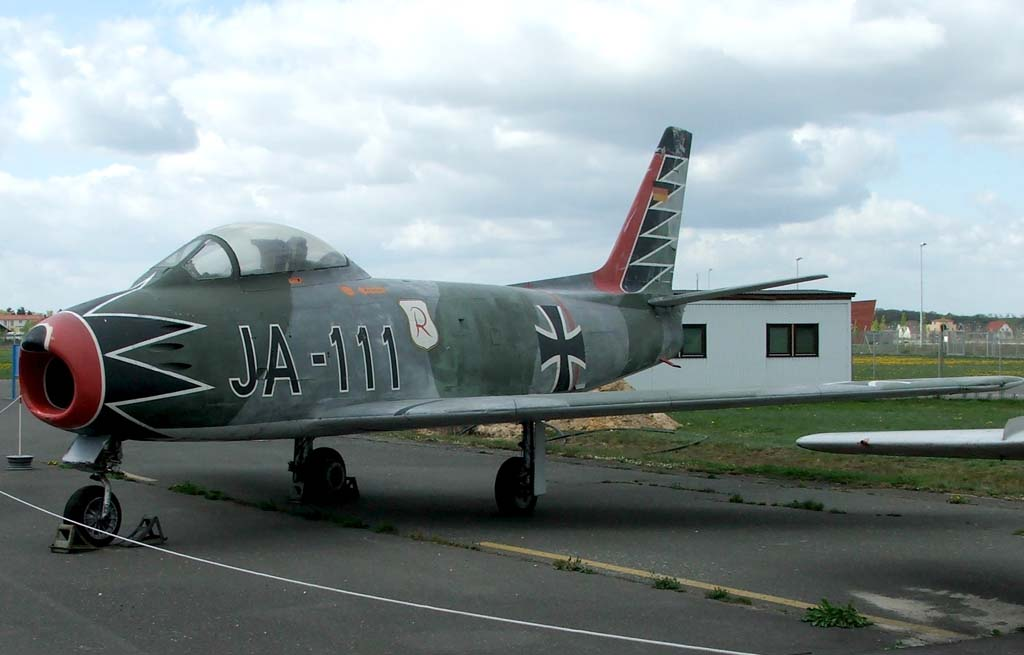
Canadair Sabre Mk. 6 des JG 71 im Luftwaffenmuseum in Berlin-Gatow

Sabre Mk. 1Ein Prototyp, F-86A von Canadair
Sabre Mk. 2F-86E von Canadair, 350 gebaut, 60 für die USAF, drei für die Royal Air Force und 287 für die RCAF
Sabre Mk. 3ein Prototyp mit Orenda-Triebwerk
Sabre Mk. 4Serienversion der Mk. 3, 438 gebaut, 10 für die RCAF, 428 für die RAF als Sabre F.4
Sabre Mk. 5F-86F mit Orenda-Triebwerk, 370 gebaut, 295 für die RCAF, 75 für die Luftwaffe.: Die Mk5 wurde vom Orenda 10 angetrieben und mit neuen Flügeln sowie weiteren aerodynamischen Änderungen ausgestattet. In puncto Leistung kam sie der US-amerikanischen F-86F-30 sehr nahe. Während dieser Zeit wurde auch die deutsche Luftwaffe wiederbelebt, die ebenfalls moderne Flugzeuge anschaffen wollte. Deutschland bestellte über 200 Mk6 Sabres, doch als Überbrückungsmaßnahme wurden auch 75 ehemalige RCAF-Mk5 Sabres geliefert. Viele der Mk5 Sabres wurden 1962 verschrottet.
Sabre Mk. 6655 gebaut, 390 für die RCAF, 225 für die Luftwaffe, sechs für Kolumbien und 34 für Südafrika

### CAC Sabre

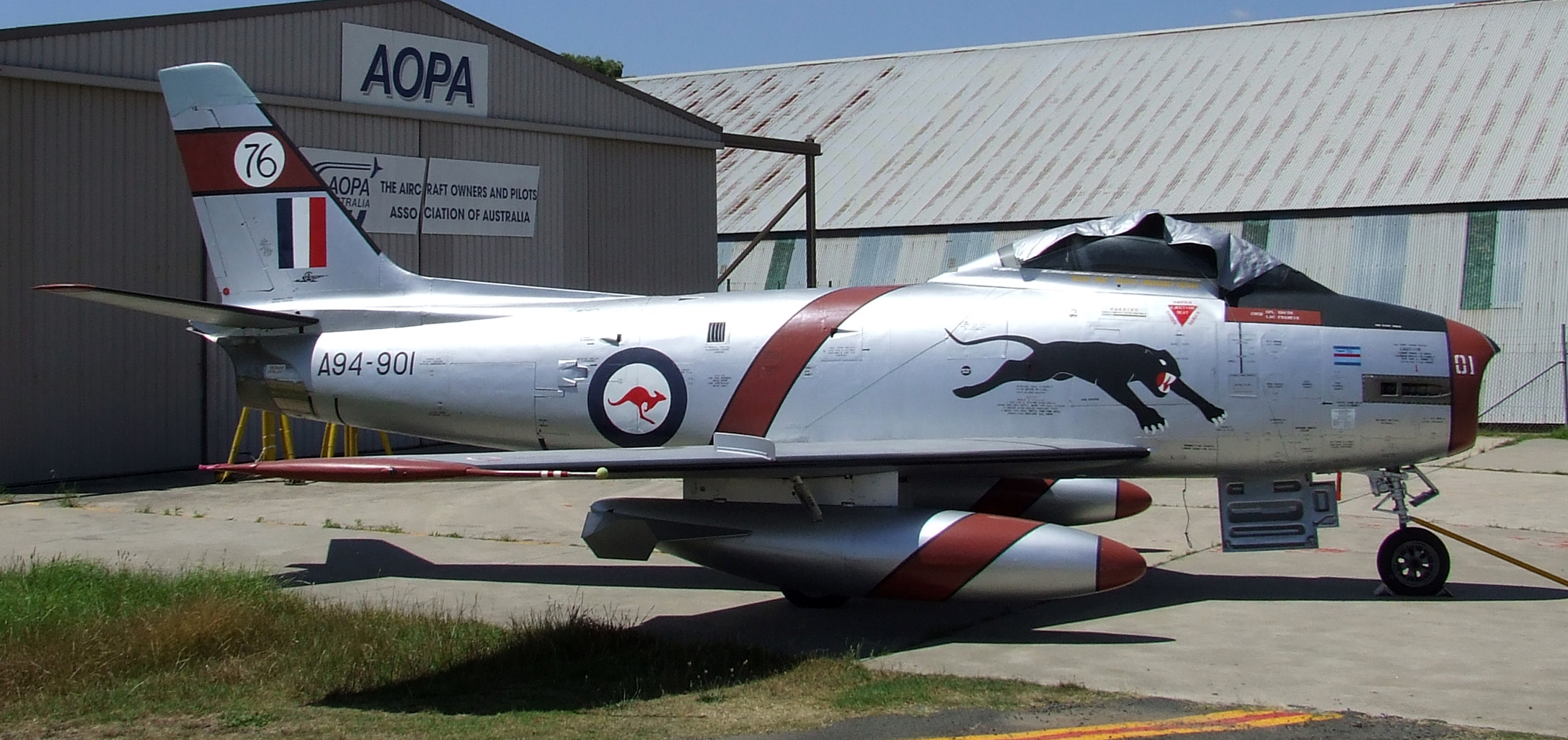
Australische Avonsabre

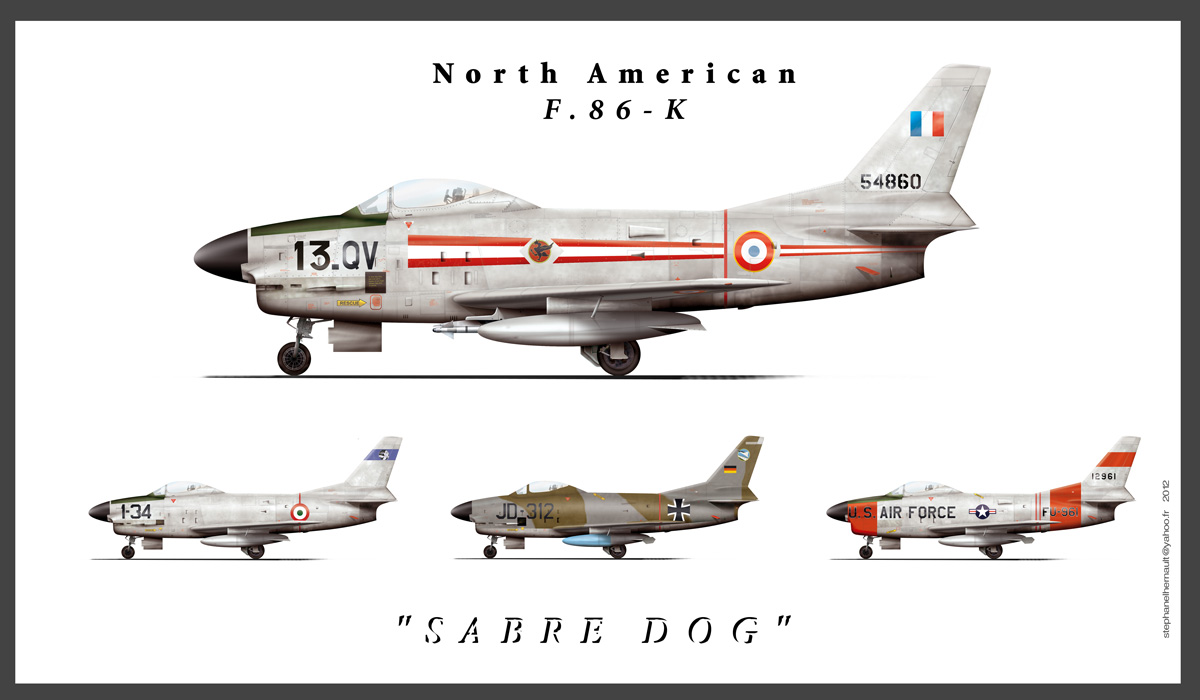
F-86K/L

Die australische Commonwealth Aircraft Corporation baute die F-86E so um, dass sie das Rolls-Royce-Avon-Triebwerk aufnehmen konnte. Dafür mussten 60 Prozent des Rumpfes geändert werden. Die Bewaffnung bestand aus zwei 30-mm-Aden-Kanonen und zwei AIM-9B.
Sabre Mk. 30F-86E mit Avon-20-Triebwerk, 21 gebaut
Sabre Mk. 31F-86F mit Avon-20-Triebwerk, 21 gebaut
Sabre Mk. 32Jagdbomber mit vier Unterflügelstationen und Avon-26-Triebwerk, 69 gebaut

## USAF-Produktion
Die F-86 wurde von North American in den Werken Columbus (Ohio) und Inglewood (Kalifornien) und von Canadair in Serie gebaut. Im Rahmen des Mutual Defense Aid Programm (MDAP) wurden 460 Flugzeuge hergestellt.
Abnahme der F-86 durch die USAF:
| Version             | Werk      | 1948 | 1949 | 1950 | 1951 | 1952 | 1953 | 1954 | 1955 | 1956 | SUMME | Preis       |
| ------------------- | --------- | ---- | ---- | ---- | ---- | ---- | ---- | ---- | ---- | ---- | ----- | ----------- |
| XF-86               | Inglewood | 2    | 1    |      |      |      |      |      |      |      | 3     |             |
| F-86A               | Inglewood | 15   | 264  | 273  | 2    |      |      |      |      |      | 554   | 178.408 USD |
| YF-86D              | Inglewood |      |      |      |      | 2    |      |      |      |      | 2     |             |
| F-86D               | Inglewood |      |      |      | 6    | 80   | 906  | 969  | 543  |      | 2504  | 343.839 USD |
| YF-86E              | Inglewood |      |      |      |      |      | 2    |      |      |      | 2     |             |
| F-86E               | Inglewood |      |      |      | 172  | 164  |      |      |      |      | 336   | 219.457 USD |
| F-86E Canadair      | Montreal  |      |      |      |      | 60   |      |      |      |      | 60    |             |
| F-86E Canadair MDAP | Montreal  |      |      |      |      |      | 60   |      |      |      | 60    |             |
| F-86F               | Columbus  |      |      |      |      | 90   | 512  | 98   |      |      | 700   | 211.111 USD |
| F-86F               | Inglewood |      |      |      |      | 288  | 685  | 286  |      |      | 1259  | 211.111 USD |
| F-86F MDAP          | Inglewood |      |      |      |      |      |      |      | 9    | 271  | 280   |             |
| F-86H               | Columbus  |      |      |      |      |      | 2    | 154  | 317  |      | 473   | 582.493 USD |
| F-86K MDAP          | Inglewood |      |      |      |      |      |      |      | 120  |      | 120   | 441.357 USD |
| SUMME               |           | 17   | 265  | 273  | 180  | 684  | 2167 | 1507 | 989  | 271  | 6353  |             |

Im Zeitraum 1. Juli 1956 bis 30. Juni 1958 wurden 970 F-86D zu F-86L umgebaut. Am 30. Juni 1958 hatte die USAF 956 F-86L im Bestand. Es existierten auch einige wenige Aufklärer. Zwei RF-86A entstanden aus der F-86A, zwei YRF-86K aus der F-86D und 19 RF-86F aus der F-86F. Weiterhin erfolgte der Umbau von 38 F-86D zur TF-86D und von einer F-86F zur TF-86F.

## Technische Daten
| Kenngröße             | F-86A                         | F-86D                       | F-86H                                           | Sabre Mk. 5                                                | Sabre Mk. 32                                             |
| --------------------- | ----------------------------- | --------------------------- | ----------------------------------------------- | ---------------------------------------------------------- | -------------------------------------------------------- |
| Besatzung             | 1                             | 1                           | 1                                               | 1                                                          | 1                                                        |
| Länge                 | 11,43 m                       | 12,31 m                     | 11,82 m                                         | 11,43 m                                                    | 11,43 m                                                  |
| Spannweite            | 11,31 m                       | 11,31 m                     | 11,92 m                                         | 11,32 m                                                    | 11,30 m                                                  |
| Höhe                  | 4,51 m                        | 4,57 m                      | 4,57 m                                          | 4,49 m                                                     | 4,39 m                                                   |
| Leermasse             | 4760 kg                       | 6321 kg                     | 6276 kg                                         | 4825 kg                                                    | 5443 kg                                                  |
| max. Startmasse       | 7419 kg                       | 9050 kg                     | 9890 kg                                         | 7965 kg                                                    | 9621 kg                                                  |
| Höchstgeschwindigkeit | 1103 km/h                     | 1138 km/h                   | 1114 km/h                                       | 1120 km/h                                                  | 1100 km/h                                                |
| max. Reichweite       | 1932 km                       | 1364 km                     | 1690 km                                         | 2390 km                                                    | 1850 km                                                  |
| Dienstgipfelhöhe      | 14.900 m                      | 16.640 m                    | 15.120 m                                        | 15.450 m                                                   | 15.850 m                                                 |
| Antrieb               | 1 × GE J47-GE-13              | 1 × GE J47-GE-17            | 1 × GE J73-GE-3D                                | 1 × Orenda 10                                              | 1 × RR Avon 26                                           |
| Schub                 | 23,1 kN                       | 25,8/33,9 kN                | 40,4 kN                                         | 33,0 kN                                                    | 33,4 kN                                                  |
| Bordbewaffnung        | 6 × 12,7-mm- Maschinengewehre | 24 ungelenkte 70-mm-Raketen | 4 × 20-mm- Maschinenkanonen 1234 kg Außenlasten | 6 × 12,7-mm- Maschinengewehre 2 AIM-9B 2400 kg Außenlasten | 2 × 30-mm- Maschinenkanonen 2 AIM-9B 2400 kg Außenlasten |

## Nutzer

North American F-86A

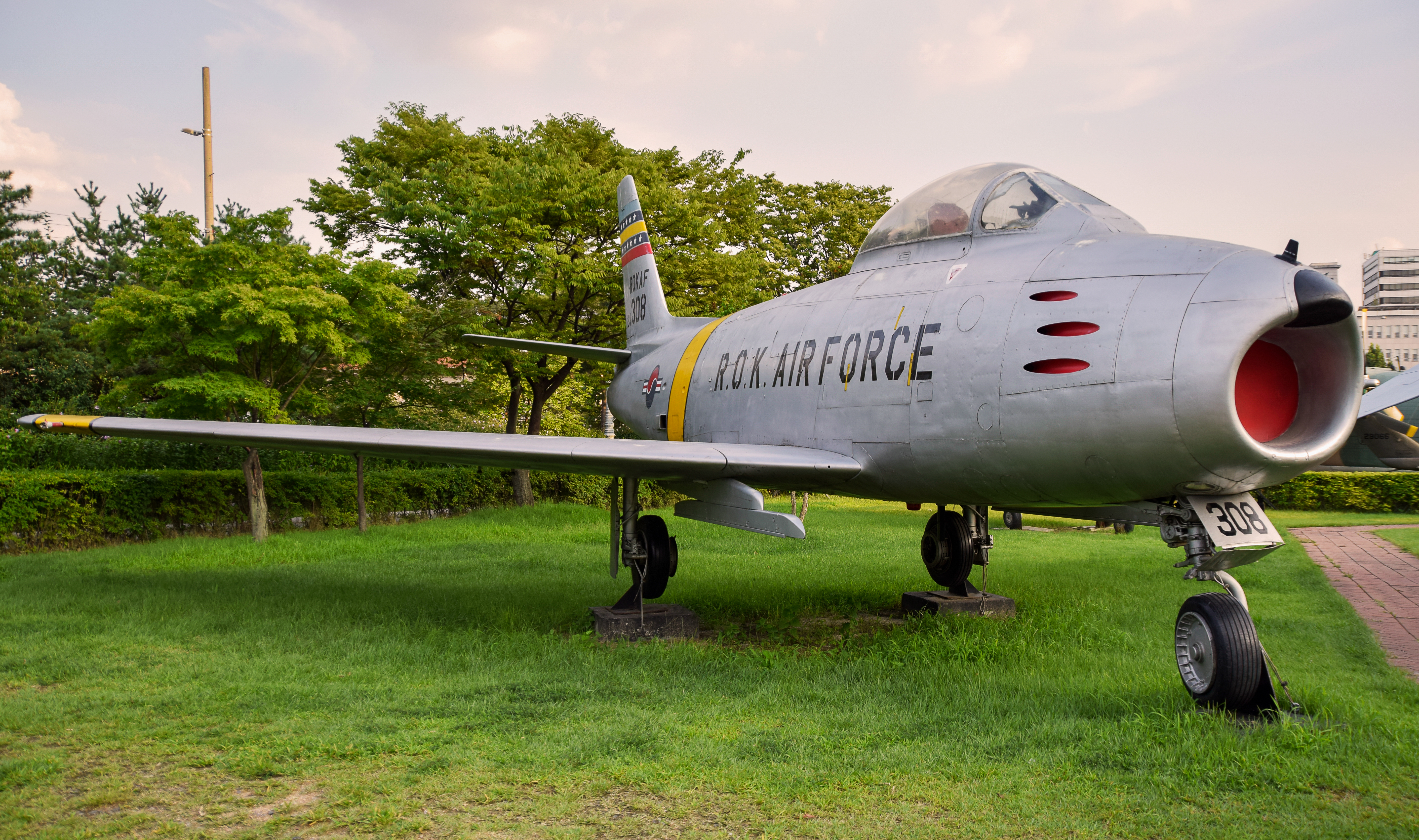
North American F-86F, ehemals im Einsatz bei der südkoreanischen Luftwaffe

- Argentinien

Luftwaffe
- Äthiopien

Luftwaffe
- Australien (CAC Sabre)

Luftwaffe
- Belgien

Luftwaffe
- Bolivien

Luftwaffe
- Deutschland

Luftwaffe
- Frankreich

Luftwaffe
60 F-86K, von 1955–1962, 1955–1957 in Lahr (D), 1957–1962 in Colmar-Meyenheim; E.C.T.T 1/13 „Artois“, Code: 13.G, später 13.Q; E.C.T.T 2/13 „Alpes“ Code: 13.H, später 13.P; 1962 22 an Italien, Rest abgewrackt bis auf eine Maschine im Musée de l’air et de l’espace in Paris.
- Griechenland

Luftwaffe
- Honduras

Luftwaffe
- Indonesien (CAC Sabre)

Luftwaffe
- Iran

Luftwaffe
- Irak

Luftwaffe
- Italien

Luftwaffe
179 F-86E(M) (Sabre Mk.4), 1954–1964; 4 Aerobrigata (später 4 Stormo), 9, 10, 12 Gruppo, 12 Gruppo in Grosseto 1959, 9 +10 Gruppo in Pratica di Mare, 2 Aerobrigata (später 2 Stormo) 13, 14 Gruppo Novara-Cameri; 93 F-86K, 1955–1973, 1, dann 51 Aerobrigata in Istrana, 4 Aerobrigata in Grosseto, 36 Stormo in Gioia del Colle 5 Stormo in Rimini-Miramare
- Japan

Luftselbstverteidigungsstreitkräfte
- Jugoslawien

Luftwaffe
- Kanada

Luftwaffe
- Kolumbien

Luftwaffe
- Malaysia (CAC Sabre)

Luftwaffe
- Niederlande

Luftwaffe
- Norwegen

Luftwaffe
- Pakistan

Luftwaffe
- Peru

Luftwaffe
- Philippinen

Luftwaffe
- Portugal

Luftwaffe
- Südkorea

Luftwaffe
- Saudi-Arabien

Luftwaffe
- Spanien

Luftwaffe
- Südafrikanische Union

Luftwaffe
- Taiwan

Luftwaffe
- Thailand

Luftwaffe
- Tunesien

Luftwaffe
- Türkei

Luftwaffe
- Venezuela

Luftwaffe
- Vereinigte Staaten

US Air Force
US Navy
US Army (QF-86E)
Air National Guard
NASA
Zivile Betreiber
Tracor Flight Systems
Boeing
Lockheed